# Krutołożnoje
Krutołożnoje (ros. Крутоложное) – wieś (dieriewnia) w Rosji, w obwodzie tomskim, w rejonie pierwomajskim. W 2010 liczyła 401 mieszkańców.